# Reka Zalan
Reka Zalan (* 20. Jahrhundert in Erlangen) ist eine deutsche DJ und Musikpromoterin aus Berlin. Sie ist bekannt für ihre Techno-Sets und ihre Arbeit in der Berliner Clubszene.

## Leben und Karriere
Zalan hat väterlicherseits ungarische und mütterlicherseits deutsch-niederländische Wurzeln. Sie studierte Kunst- und Kulturwissenschaften in Bremen und begann während des Studiums ihre Karriere als aktives Mitglied der dortigen elektronischen Subkulturszene. 2016 wurde sie Resident-DJ und Co-Gastgeberin der Veranstaltungsreihe Kurz vor Weißensee im Berliner Club Mensch Meier. Dort legte sie neben Künstlern wie SLV, Magna Pia und Grand River auf. Von 2016 bis 2019 arbeitete sie bei der Berlin Music Commission. 2018 wurde Zalan Resident-DJ bei ://Elements, einer Techno-Party-Reihe im Berliner Club ://about blank. Neben ihrer Tätigkeit als DJ ist sie Teil des Booking-Teams von ://about blank sowie mitverantwortlich und seit 2023 im renommierten Plattenladen Hard Wax in Berlin-Kreuzberg beschäftigt. Während der COVID-19-Pandemie blieb sie als Künstlerin aktiv und streamte Sets für Plattformen wie HÖR, BE-AT.TV und Monument. Zalan lebt in Bremen.

## Stil
Zalans DJ-Sets zeichnen sich durch tiefe, sphärische Stimmungen aus. Ihre Musik wird oft als eine Mischung aus kosmischem und treibendem Techno beschrieben, mit düsteren Vibes und trippigen Elementen. Neben Techno interessiert sie sich auch für verschiedene Formen von Bass-Musik, perkussionsgetriebene Produktionen und experimentelle beatlose Klanglandschaften.